# Selo D. Maria II
Os selos com efígie da rainha D. Maria II foram os primeiros selos postais portugueses. Foram emitidos em 1853, com cunho de Francisco de Borja Freire e impressos na Casa da Moeda.
Os selos, inspirados nos selos ingleses de relevo da emissão de 1847/1848, apresentavam um busto da rainha semelhante ao das moedas em circulação na altura e foram impressos um a um em folhas de 24 exemplares não dentados e dispostos irregularmente.

## Taxas e circulação
Os dois primeiros selos, emitidos no dia 1 de Julho de 1853 tinham valor facial de 5 e 25 reis. No dia seguinte, é emitido o selo de 100 réis, e no dia 22 do mesmo mês é posto à venda o selo de 50 reis. Portugal tornara-se assim no 45º país a adotar o selo postal.
Circularam 2.294.112 do 5 reis castanho vermelho, 4.888.729 do 25 reis azul 179.400 do 50 reis verde amarelo, e 147.600 do 100 reis lilás. Utilizaram-se dois cunhos para o 5 reis e um cunho para cada uma das outras taxas. Todos os selos circularam até esgotamento. Contudo a morte prematura da rainha impediu que estes selos circulassem por muito tempo. O selo de 100 réis, é o selo português com valor de catálogo mais elevado.
Oliveira Martins, na sua História do selo postal português diz que um selo de 20 reis para uso oficial esteve previsto, mas que à última hora acabou por não ser emitido. O autor continua, avançando a idéia de que a moldura do selo de 10 reis da emissão em relevo de D. Luís é a moldura originalmente destinada a este selo.

## Reimpressão
Houve várias reimpressão destes selos, a primeira das quais, em 1863 para satisfazer requisições de correios estrangeiros, depois em 1885 para formar 500 coleções a fornecer às diversas administrações membros da União Postal Universal, em 1905 para oferecer a ao rei Afonso XIII de Espanha, e finalmente em 1953 por ocasião da exposição filatélica internacional, que coincidiu com o centenário do selo postal português.
O cunho do selos de 25 réis e fotografias das quatro taxas foram usados nos selos emitidos para a comemoração dos 150 anos do selo postal português, em 2003.